# RIN (rappeur)
Pour les articles homonymes, voir RIN.
RIN, de son vrai nom Renato Simunović (né le 28 juin 1994), est un rappeur allemand d'origine croate,.

## Biographie

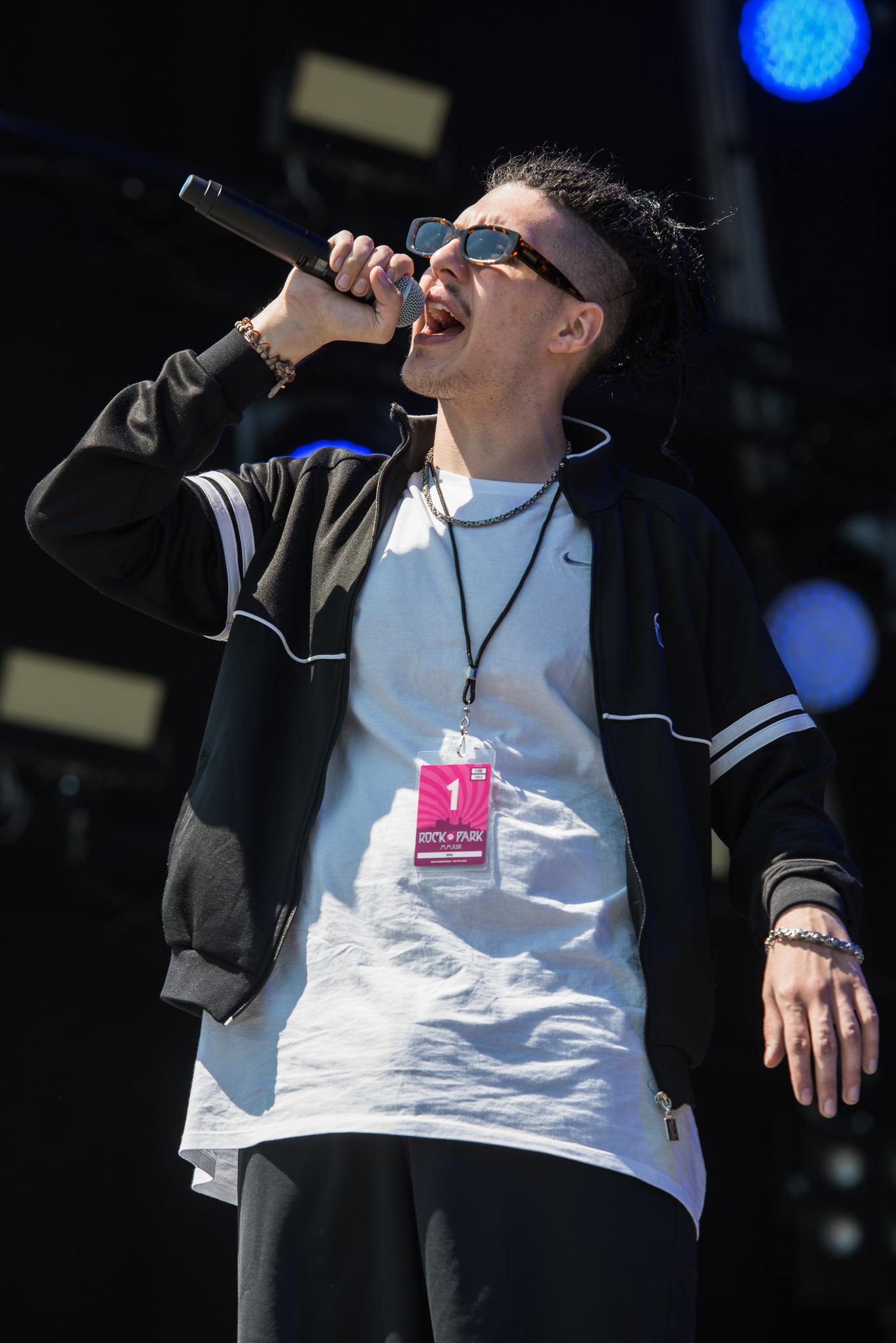
RIN au Rock im Park en 2017.

Les parents de RIN sont également croates. Sa mère est originaire d'Herzégovine et son père de Bosnie. Son père est arrivé en Allemagne dans les années 1970 en tant qu'ouvrier immigré. RIN a grandi à Bietigheim-Bissingen, près de Stuttgart dans le Bade-Wurtemberg, où il a également été scolarisé. Il obtient son diplôme de fin d'études secondaires à la Realschule im Aurain. Ses parents tiennent un restaurant dans la ville voisine de Ludwigsburg.
En 2012, RIN commence à faire de la musique avec le rappeur Caz. À l'été 2015, les deux sortent le morceau Ljubav/Beichtstuhl, qui a suscité l'intérêt du producteur The Breed du label Alles oder Nix. Ensemble, ils enregistrent un EP qui n'est jamais sorti en raison de divergences artistiques. Peu après, RIN fait la connaissance de Max du label discographique indépendant berlinois Live from Earth, qui a dès lors soutenu le jeune artiste. C'est également par le biais de ce label informel qu'il a fait la connaissance du rappeur autrichien Yung Hurn, avec lequel il enregistre l'EP collaboratif Mafia der Liebe, qui n'est pas encore sorti. Le premier single sort le 12 mai 2016 et le titre Bianco, qui se transforme en tube de l'été et est élu single de l'année dans les classements annuels du magazine Juice.
Au printemps 2017, des morceaux de RIN atteignent pour la première fois le classement des singles allemands. Depuis 2017, il est sous contrat avec le label Division Recordings, fondé par Elvir Omerbegovic, directeur de Selfmade Records, et les réalisateurs de The Factory Markus Weicker et Michael Weicker. Le 5 août, la liste officielle des titres de son premier album Eros, qui contient 15 chansons, est publiée le 1er septembre 2017. Le 7 décembre, RIN remporte la 1 Live Krone dans la catégorie « meilleur album » avec son album Eros.
Le 22 juin 2018, sa mixtape Planet Megatron est publiée. Le single Dior 2001 qui y figure se hisse à la quatrième place des charts en Allemagne et en Suisse et est certifié disque d'or et de platine en Allemagne et en Autriche.
En 2019, il sort plusieurs chansons qui se classent haut dans les charts, dont Up in Smoke. En outre, il annonce le 27 septembre 2019 son deuxième album Nimmerland avec la sortie de la chanson Fabergé. L'album sort le 6 décembre 2019. Le 29 octobre 2021, il sort son troisième album studio Kleinstadt. À l'été 2023, il sort l'EP Euphoria, qui contient un featuring avec Schmyt.

## Style musical
Les premières publications de RIN sont décrites comme appartenant aux genres cloud rap et trap. Les textes des albums Eros et Planet Megatron sont marqués par des références à la mode et à la culture hip-hop. Sur Nimmerland, on trouve en outre des allusions musicales et contextuelles aux années 2000 : le titre Keine Liebe s'inspire musicalement de la chanson Du trägst keine Liebe in dir du groupe Echt, tandis que dans Vintage, la chanson Dirt Off Your Shoulder de Jay-Z est samplée. Dans les critiques de Kleinstadt, qui contient des featuring avec Giant Rooks et Schmyt, les termes de genre grunge et soul sont mentionnés.

## Discographie
- 2017 : Eros (Division Recordings) (certifié disque d'or)
- 2019 : Nimmerland (Division Recordings)
- 2021 : Kleinstadt

## Distinctions
- 2017 : 1 Live Krone dans la catégorie du « meilleur album » pour Eros[11]
- 2017 : Hiphop.de Awards : « meilleur nouvel artiste national »[17]
- 2020 : Hiphop.de Awards : « meilleur artiste national sur scène »[18]